# Мурата Рьота
Мурата Рьота  (яп. 村田 諒太, 12 січня 1986) — японський боксер, олімпійський чемпіон, чемпіон світу за версією WBA (2017 — 2018, 2019 — 2022) у середній вазі.

## Любительська кар'єра

### Чемпіонат світу 2005
- 1/32 фіналу. Програв Ніколаясу Грішунісу (Латвія) — RSCO

### Чемпіонат світу 2007
- 1/16 фіналу. Програв Шону Естрада (США) — 12-17

### Чемпіонат світу 2011
- 1/32 фіналу. Переміг Аббоса Атоєва (Узбекистан) — RSC
- 1/16 фіналу. Переміг Мохаммеда Саттарпура (Німеччина) — 22-11
- 1/8 фіналу. Переміг Штефана Гартеля (Німеччина) — 18-15
- 1/4 фіналу. Переміг Даррена О'Ніла (Ірландія) — 18-9
- 1/2 фіналу. Переміг Есківа Фалькао (Бразилія) — 24-11
- Фінал. Програв Євгену Хитрову (Україна) — 22-24

### Олімпійські ігри 2012
- 1/8 фіналу. Переміг Абдельмалека Рахоєма (Алжир) — 21-13
- 1/4 фіналу. Переміг Адема Кіліччі (Туреччина) — 17-13
- 1/2 фіналу. Переміг Аббоса Атоєва (Узбекистан) — 13-12
- Фінал. Переміг Есківа Фалькао (Бразилія) — 14-13

## Професійна кар'єра

### Таблиця боїв
| 16 Перемог (13 нокаутом, 3 за рішенням суддів), 3 Поразки (1 нокаутом, 2 за рішенням суддів) |        |                       |        |              |                  |                                                     | |
| Результат                                                                                    | Рекорд | Суперник              | Спосіб | Раунд, час   | Дата             | Місце проведення                                    | Примітки                                                                                            |
| Поразка                                                                                      | 16-3   | Геннадій Головкін     | TKO    | 9 (12)       | 9 квітня 2022    | Super Arena, Сайтама                                | Бій за титули чемпіона WBA Super (1-й захист Мурати) та IBF (2-й захист Головкіна) у середній вазі. |
| Перемога                                                                                     | 16-2   | Стівен Батлер         | TKO    | 5 (12)       | 23 грудня 2019   | Yokohama Arena, Канаґава                            | Захистив титул чемпіона WBA (Regular) у середній вазі.                                              |
| Перемога                                                                                     | 15-2   | Роб Брант             | TKO    | 2 (12)       | 12 липня 2019    | EDION Arena Osaka, Осака                            | Виграв титул чемпіона WBA (Regular) в середній вазі.                                                |
| Поразка                                                                                      | 14-2   | Роб Брант             | UD     | 12           | 20 жовтня 2018   | Park MG, Невада                                     | Втратив титул чемпіона WBA (Regular) в середній вазі.                                               |
| Перемога                                                                                     | 14-1   | Емануеле Бландамура   | TKO    | 8 (12), 2:56 | 15 квітня 2018   | Yokohama Arena, Канаґава                            | Захистив титул чемпіона WBA (Regular) в середній вазі.                                              |
| Перемога                                                                                     | 13-1   | Хассан Н'Дам Н'Жикам  | RTD    | 7            | 22 жовтня 2017   | Ryōgoku Kokugikan, Токіо                            | Виграв титул чемпіона WBA (Regular) в середній вазі.                                                |
| Поразка                                                                                      | 12-1   | Хассан Н'Дам Н'Жикам  | SD     | 12           | 20 травня 2017   | Ariake Coliseum, Токіо                              | Бій за вакантний титул чемпіона WBA (Regular) в середній вазі.                                      |
| Перемога                                                                                     | 12-0   | Бруно Сандоваль       | KO     | 3 (10), 2:53 | 30 грудня 2016   | Ariake Coliseum, Токіо                              | |
| Перемога                                                                                     | 11-0   | Джордж Тахдооахніпах  | TKO    | 1 (10), 1:52 | 23 липня 2016    | MGM Grand Garden Arena, Невада                      | |
| Перемога                                                                                     | 10-0   | Феліпе Сантос Педросо | TKO    | 4 (10), 2:50 | 14 травня 2016   | Hong Kong Convention and Exhibition Centre, Гонконг | |
| Перемога                                                                                     | 9-0    | Гастон Алєхандро Вега | KO     | 2 (10), 2:23 | 30 січня 2016    | Shanghai Oriental Sports Centert, Шанхай            | |
| Перемога                                                                                     | 8-0    | Гуннар Джексон        | UD     | 10           | 7 листопада 2015 | Thomas & Mack Center, Невада                        | |
| Перемога                                                                                     | 7-0    | Дуглас Дарміао Атаід  | TKO    | 5 (10), 0:38 | 1 травня 2015    | Ota-City General Gymnasium, Токіо                   | |
| Перемога                                                                                     | 6-0    | Джессі Ніклов         | UD     | 10           | 30 грудня 2014   | Tokyo Metropolitan Gymnasium, Токіо                 | |
| Перемога                                                                                     | 5-0    | Адріан Луна Флорес    | UD     | 10           | 5 вересня 2014   | Yoyogi National Gymnasium, Токіо                    | |
| Перемога                                                                                     | 4-0    | Хусус Анхель Неріо    | KO     | 6 (10), 2:35 | 22 травня 2014   | Shimazu Arena, Кіото                                | |
| Перемога                                                                                     | 3-0    | Карлос Насціменто     | TKO    | 4 (8), 0:43  | 22 лютого 2014   | Cotai Arena, Макао                                  | |
| Перемога                                                                                     | 2-0    | Дейв Петерсон         | TKO    | 8 (8), 1:20  | 6 грудня 2013    | Ryōgoku Kokugikan, Токіо                            | |
| Перемога                                                                                     | 1-0    | Акіо Шібата           | TKO    | 2 (6), 2:24  | 25 серпня 2013   | Ariake Coliseum, Токіо                              | |